# Mu-métal

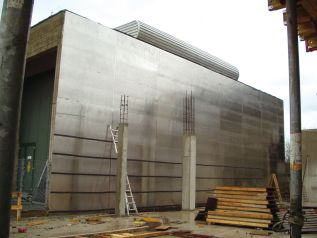
Bâtiment industriel blindé avec des plaques en mu-métal.

Le mu-métal (μ-métal), ou mumétal, ou encore Mu-Metall en allemand, est un alliage de nickel et de fer dont la haute perméabilité magnétique en fait un excellent matériau pour dévier les champs magnétiques statiques ou basse fréquence. Il tire son nom du symbole μ, la lettre mu de l'alphabet grec, utilisé pour dénoter la perméabilité magnétique.

## Histoire
Le mu-métal a été inventé en 1923 par l'entreprise britannique The Telegraph Construction and Maintenance Company Ltd., London, qui fabriquait un câble pour la Western Union. La Western Union était alors en concurrence avec la Western Electric Company qui protégeait ses câbles avec du permalloy. Le brevet du permalloy appartenant à la Western Electric Company, le mu-métal permettait de contourner l'invention.

Construction d'un câble électrique en mu-métal

Les alliages de type mu-métal ou permalloy sont en effet très utiles pour les longs câbles sous-marins. Il a en effet été découvert au début du XXe siècle que l'eau de mer entourant les câbles provoque de la distorsion des signaux transmis, ce qui pénalise le débit de données. Le mu-métal ajoute de l'inductance au câble, ce qui permet de corriger la distorsion, donc d'augmenter le débit de données.
Le mu-métal originel a des caractéristiques magnétiques semblables à celles du permalloy, mais l'addition de cuivre augmente sa ductilité et permet de l'étirer en fils. Les câbles sous-marins contenant du mu-métal sont plus faciles à construire que ceux en permalloy, le fil de mu-métal étant enroulé autour de l'âme du conducteur en cuivre. Un autre avantage du fil en mu-métal vient de la possibilité de varier la forme de la charge.

## Alliages et utilisations
Il existe plusieurs nuances de mu-métal en fonction du fabricant. Le mu-métal « français » est composé à 80 % de nickel, 15 % de fer, et 5 % de molybdène ; sa désignation symbolique selon la norme européenne est donc NiFe15Mo5. Le Mu-Metall « allemand » est composé à 77 % de nickel, 15 % de fer, 5 % de cuivre et 3 % de molybdène (NiFe15Cu5Mo3).
Ce matériau présente une très haute perméabilité magnétique relative, de 20 000 à plus de 100 000,, ce qui lui permet d'attirer les lignes de champs magnétiques. Pour avoir ces propriétés, il doit subir un traitement thermique permettant le grossissement des grains (recuit de recristallisation).
La haute perméabilité du mumétal en fait un excellent matériau pour dévier les champs magnétiques statiques ou basse fréquence, contre lesquels les autres méthodes d'atténuation sont peu efficaces.
Il est utilisé dans la fabrication de blindages magnétiques pour l'industrie ou la recherche.